# Mauliu
Mauliu ist eine osttimoresische Siedlung im Suco Tohumeta (Verwaltungsamt Laulara, Gemeinde Aileu).
Der Weiler Mauliu liegt nah der Ostgrenze der Aldeia Acadiro zur Aldeia Tohumeta, auf einer Meereshöhe von 577 m. Einen halben Kilometer südlich befindet sich das Dorf Tohumeta, zu dem eine kleine Straße führt. Weiter nach Norden fällt das Land hinab zum Flusslauf des Bemos.